# Tomort
Der Tomort (chinesisch 托木爾提峰, Pinyin Tuōmù'ěrtí Fēng; oder Tomurty) ist ein Berg im Tian Shan im autonomen Gebiet Xinjiang (Volksrepublik China).
Der Tomort bildet mit einer Höhe von 4886 m die höchste Erhebung im Gebirgszug Karlik Shan im äußersten Osten des Tian Shan. Der vergletscherte Berg liegt im Gebiet der bezirksfreien Stadt Kumul.

## Besteigungsgeschichte
Der Tomort wurde am 15. August 2005 von Hiroyuki Katsuki und Koichiro Takahashi, Teilnehmer einer japanisch-chinesischen Expedition, erstbestiegen.